# Jóhan Hendrik Weyhe
Jóhan Hendrik Weyhe (geboren um 1645; gestorben am 26. Januar 1706) war von 1679 bis 1706 Løgmaður der Färöer. 
Jóhan Hendrik Weyhe war der Sohn des dänischen Offiziers Johan von Weyhe (1605–1679) und seiner Ehefrau Margaretha Gabel (1628–1683), einer Schwester des dänischen Lehnsherren Christoffer Gabel, der während der berüchtigten Gabelzeit (1655–1709) über die Färöer herrschte. 
Jóhan Hendrik Weyhe war verheiratet mit Maren Joensdatter (1660–1736), Tochter des Løgmaður Jógvan Poulsen aus Oyri. 
Da Jóhan Hendrik Weyhe auf den Färöern geboren wurde und in eine bekannte färöische Familie einheiratete, gilt er aber nicht nur als Däne, sondern auch als Färinger. Er war bei seinem Tode der größte Landbesitzer der Färöer (48 merkur).
Seine Tochter Armgard Marie Weyhe (geb. um 1685) heiratete 1706 seinen Amtsnachfolger Sámal Pætursson Lamhauge.